# Arthur Seidel
Arthur Seidel (* 26. Januar 1883; † 2. November 1964 in Bremerhaven) war ein Bremer Politiker (SPD) und Mitglied der Bremischen Bürgerschaft.

## Biografie
Seidel war als Fliesenleger in Bremerhaven tätig.
Er war bereits seit 1900 als siebzehnjähriger Mitglied der SPD. Erfahrungen sammelte er als örtlicher Gewerkschaftsführer des Bauarbeiterverbandes. Am 2. Mai 1933 wurde er und andere Gewerkschaftsführer von der SA der Nationalsozialisten verhaftet. Sein Sohn sicherte danach heimlich die wichtigsten Gewerkschaftsunterlagen aus dem von den Nazis besetzten Gewerkschaftshaus Eintracht in der Deichstraße 55. 
Am 22. Oktober 1945 war Seidel Mitgründer der SPD nach dem Zweiten Weltkrieg in Wesermünde in der Pestalozzischule sowie Mitglied im Gründungsvorstand der SPD Wesermünde.
Vom Februar 1947 bis 1955 war er Mitglied der ersten bis dritten gewählten Bremischen Bürgerschaft und in verschiedenen Deputationen der Bürgerschaft tätig. 
Seine Tochter war die Bürgerschaftsabgeordnete Marie Nejedlo geb. Seidel, die wie ihr Vater Abgeordnete der Bürgerschaft war und zwar von 1947 bis 1975. 
Er wurde auf dem Bremerhavener Friedhof in Wulsdorf beerdigt.